# 儒源九一朝奉之墓
儒源九一朝奉之墓，是位于中国福建省宁德市周宁县纯池镇儒源村的一个宋代古墓葬，2012年入选周宁县第三批文物保护单位。
儒源九一朝奉之墓始建于南宋咸淳元年（1265年），2011年有修缮。墓葬坐西北朝东南，进深10米，面宽7.5米，墓葬的基首、供桌和墓丘均是条石材质，其中部分刻有荷花、缠枝等纹样，墓前立着竖刻有楷书的墓碑。